# Allocricetulus curtatus
El hámster mongol (Allocricetulus curtatus) es una especie de roedor de la familia Cricetidae.

## Distribución geográfica
Se encuentra en China y Mongolia.